# Neundorf (bei Lobenstein)
Neundorf település Németországban, azon belül Türingiában. Lakosainak száma 553 fő (2017. december 31.).

## Népesség
A település népességének változása:

| 2014 | 602 |
| 2017 | 553 |